# 大洲インターチェンジ

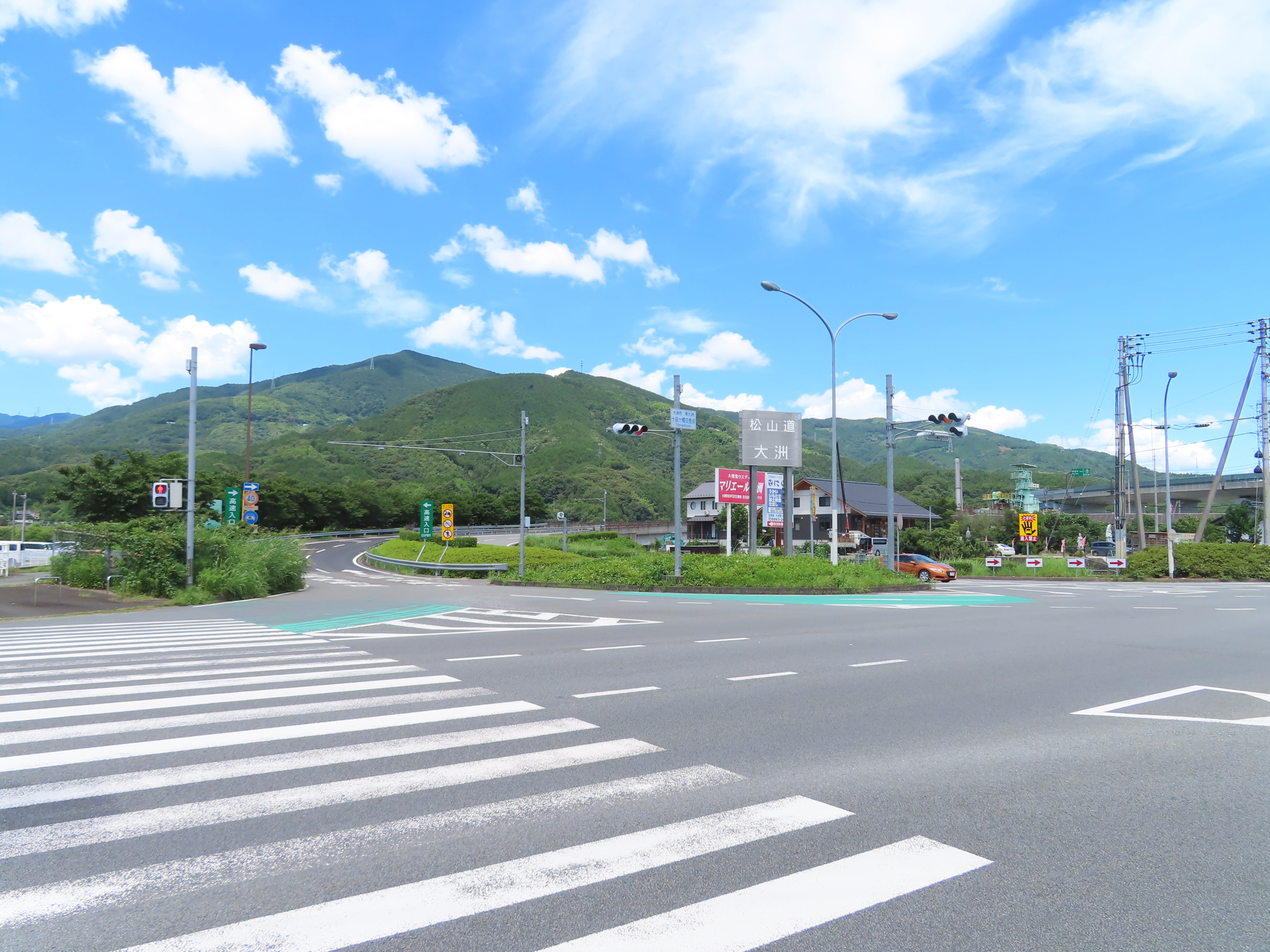
一般道路（国道56号）側の出入口（2023年7月）

大洲インターチェンジ（おおずインターチェンジ）は、愛媛県大洲市徳森にある、松山自動車道のインターチェンジである。

## 概要
当ICは、国土開発幹線自動車道の路線名である四国縦貫自動車道と、四国横断自動車道の終点となっている。
大洲IC - 大洲北只IC間は、高速自動車国道に並行する一般国道自動車専用道路の大洲道路であり、通行料金は無料のため当ICには料金所が設置されておらず、大洲料金所（本線料金所）で料金の収受と通行券の発券を行っている。また、当ICは松山IC方面出入口のみのハーフインターチェンジとなっている。

## 歴史
- 2000年（平成12年）7月28日 : 伊予IC - 大洲IC間の開通に伴い供用開始し[2]、松山自動車道と松山自動車道を含む四国縦貫自動車道が全線開通[3]。
- 2002年（平成14年）3月29日 : 一般国道56号 大洲道路の大洲IC - 大洲北IC間が開通し、松山自動車道（四国縦貫自動車道）と連結[4]。

## 周辺
- 十夜ヶ橋（永徳寺）（四国八十八箇所霊場 番外札所、四国別格二十霊場 第8番札所、南予七福神霊場 第7番札所）
- 大洲記念病院
- JR予讃線 五郎駅
- 大洲市立図書館

## 接続する道路
- 国道56号

## 隣
E56 松山自動車道（ 大洲道路区間を含む）
(15) 内子五十崎IC - 大洲TB - (16) 大洲IC - (17) 大洲北IC